# Itaipava São Paulo Indy 300 presented by Nestle 2013
Das Itaipava São Paulo Indy 300 presented by Nestle 2013 fand am 5. Mai auf dem São Paulo Street Circuit in São Paulo, Brasilien statt und war das vierte Rennen der IndyCar-Series-Saison 2013.

## Berichte

### Hintergrund
Nach dem Toyota Grand Prix of Long Beach führte Hélio Castroneves in der Fahrerwertung mit 6 Punkten auf Takuma Satō und 10 Punkten auf Scott Dixon.
Beim Itaipava São Paulo Indy 300 presented by Nestle standen den Fahrern insgesamt 170 Sekunden zur Nutzung des Push-To-Pass-Buttons zu. Die Überholhilfe durfte im Rennen zehnmal aktiviert werden.
An der Strecke fanden im Vergleich zum Vorjahr kleinere Änderungen statt. In den ersten zwei Kurven wurden die Curbs verändert. Sie wurden flacher und die weiter außen angebracht, sodass die zweite Kurve drei Meter breiter wurde.
Das Starterfeld reduzierte sich zu diesem Indy um Mike Conway (Rahal Letterman Lanigan Racing) und A. J. Allmendinger (Team Penske), die beim vorherigen Rennen ein zusätzliches Fahrzeug ihrer Teams fuhren.
Tony Kanaan startete bei diesem Rennen zum 200. Mal in Folge zu einem IndyCar-Rennen.
Mit Will Power (dreimal) trat der einzige ehemalige Sieger zu diesem Indy an.

### Training
Das Training zum Indy in São Paulo begann am Samstag und umfasste nur zwei statt drei Sitzungen, da das Rennwochenende nur zwei anstatt ansonsten üblich drei Tage umfasste. Der Grund für die Komprimierung des Rennwochenendes war das starke Verkehrsaufkommen in der Stadt, das eine längere Absperrung der Rennstrecke nicht zulässt.
Im ersten Training setzte sich Power, der bisher einzige Sieger der Veranstaltung, an die Spitze des Feldes. Das Training wurde vorzeitig abgebrochen, da Simon Pagenaud in der zweiten Kurve in die Streckenbegrenzung gefahren war. Im zweiten Training behielt Power die Führung. Das Training wurde viermal unterbrochen. Die erste Unterbrechung löste Tristan Vautier aus, in dem er in Kurve 6 in die Reifenstapel abflug. James Hinchcliffe sorgte für die zweite rote Flagge, in dem er in der Haarnadel ausrutschte. Die dritte Trainingsunterbrechung wurde nach einem Abflug Kanaans in den ersten zwei Kurven notwendig. Pagenaud löste erneut die letzte rote Flagge aus. Diesmal war ein Elektronikdefekt der Auslöser. Pagenaud blieb auf der Start-Ziel-Geraden stehen.

### Qualifying
Der erste Abschnitt des Zeitentrainings wurde in zwei Gruppen ausgetragen. Die sechs schnellsten Piloten jeder Gruppe kamen ins zweite Segment. Die restlichen Startpositionen wurden aus dem Ergebnis des ersten Qualifyingabschnitts bestimmt, wobei den Fahrern der ersten Gruppe die ungeraden Positionen ab 13, und den Fahrern der zweiten Gruppe die geraden Positionen ab 14 zugewiesen wurden. In der ersten Gruppe fuhr E. J. Viso die schnellste Runde, in der zweiten Gruppe war Simona de Silvestro die schnellste Pilotin. In der zweiten Gruppe rollte James Jakes in Kurve 7 aus. Dadurch gab es eine rote Flagge. Da die Zeit weiterlief, konnte kein Fahrer mehr seine Zeiten verbessern. Vier fahrer, unter anderem Vorjahressieger Power, blieben daher ohne eine schnelle Runde und schieden aus.
Im zweiten Segment der Qualifikation qualifizierten sich die sechs schnellsten Fahrer für den finalen Abschnitt. Kanaan erzielte die schnellste Rundenzeit. Neben ihm schafften es Hinchcliffe, Viso, Dario Franchitti, Ryan Hunter-Reay und Dixon in den dritten Teil des Qualifyings, die sogenannten Firestone Fast Six.
Hunter-Reay fuhr schließlich die schnellste Zeit und erzielte die Pole-Position vor Viso und Franchitti. Es war Visos bis dahin bestes Qualifying-Ergebnis in der IndyCar Series.
Josef Newgarden wurde aufgrund eines vorzeitigen Motorenwechsels um zehn Startplätze nach hinten versetzt.

### Abschlusstraining
Im Abschlusstraining war Graham Rahal Schnellster vor Viso und Dixon.

### Rennen
Beim Start behielt Hunter-Reay die Führung. In der siebten Runde löste ein technischer Defekt am Fahrzeug von Ana Beatriz eine Gelbphase aus. Beatriz blieb in Kurve 10 stehen. Kurz nach dem Restart ging Kanaan in Führung. Power, der vom 22. Startplatz aus ins Rennen gegangen war, überholte einige Kontrahenten, bis sein Fahrzeug in der 18. Runde auf der Start-Ziel-Gerade Feuer fing. Zuvor hatte er Schaltprobleme. Power schied aus und es gab eine weitere Gelbphase.
Während dieser ging Sébastien Bourdais in Führung. Kurz nach dem Restart wurde das Rennen wieder neutralisiert, da Rahal und Ed Carpenter in der zweiten Kurve kollidiert waren. Bourdais behielt auch nach diesem Restart die Führung. Nachdem Bourdais die Führung an Satō abgegeben hatte, gab es abermals gelb, da Trümmerteile in Kurve 2 lagen. In der Gelbphase übernahm Hunter-Reay wieder die Führung. Nach dem Restart kam es in der achten Kurve zu einer Massenkarambolage, bei der zwar kein Fahrer ausschied, aber die Strecke blockiert wurde. Daher kam es zu einer weiteren Gelbphase. Hunter-Reay verlor die Führung kurz nach dem Restart an Kanaan, der wiederum eine Runde später von Andretti überholt wurde.
Sechs Runden nachdem Kanaan die Führung an Andretti verloren hatte, blieb Kanaan auf der Start-Ziel-Gerade ohne Benzin stehen. Es gab eine weitere Gelbphase. Hildebrand übernahm die Führung und Kanaan nahm das Rennen wenig später aufgetankt wieder auf. Hildebrand behielt die Führung für vier Runden, bis ein Unfall Wilsons die letzte Gelbphase des Indys auslöste. In dieser Gelbphase ging Satō in Führung, da Hildebrand an die Box fuhr.
Satō wurde nach dem Restart von Newgarden unter Druck gesetzt. Newgarden beanspruchte seine Reifen dabei aber so sehr, dass er in den letzten Runden zurückfiel. Hinchcliffe und sein Teamkollege Andretti zeigten hingegen einen Schlussspurt. Zunächst überholte er Pagenaud, dann Newgarden. Hinchcliffe fuhr die Lücke zu Satō zu und setzte seinen Kontrahenten in der Schlussphase unter Druck. Nachdem er es zu Beginn der letzten Runde, wo Satō sich mit einem grenzwertigen Manöver verteidigt hatte, nicht vorbei geschafft hatte, verbremste sich Satō in der letzten Kurve der letzten Runde etwas und ermöglichte Hinchcliffe die Chance zu einem Angriff. Hinchcliffe zog an Satō vorbei und gewann das Rennen. Mit einem Abstand von 0,3463 s war es der bis dahin knappste Zieleinlauf auf einem Straßenkurs in der IndyCar-Geschichte.
Satō wurde Zweiter vor Andretti, Oriol Servià und Newgarden. Es war Newgardens erste Top-10-Platzierung in der IndyCar Series. Er hatte im Rennen 20 Positionen gut gemacht. Die Top 10 komplettierten Viso, Franchitti, de Silvestro, Pagenaud und Charlie Kimball.
In der Gesamtwertung ging Satō in Führung vor Andretti und Castroneves.

## Meldeliste
Alle Teams und Fahrer verwendeten das Chassis Dallara DW12 mit einem Aero-Kit von Dallara und Reifen von Firestone.
| Team                                   | Nr. | Fahrer              | Motor     |
| -------------------------------------- | --- | ------------------- | --------- |
| Andretti Autosport                     | 01  | Ryan Hunter-Reay    | Chevrolet |
| Andretti Autosport                     | 25  | Marco Andretti      | Chevrolet |
| Andretti Autosport                     | 27  | James Hinchcliffe   | Chevrolet |
| Team Penske                            | 03  | Hélio Castroneves   | Chevrolet |
| Team Penske                            | 12  | Will Power          | Chevrolet |
| Panther Racing                         | 04  | J. R. Hildebrand    | Chevrolet |
| Team Venezuela/Andretti Autosport/HVM  | 05  | E. J. Viso          | Chevrolet |
| Dragon Racing                          | 06  | Sebastian Saavedra  | Chevrolet |
| Dragon Racing                          | 07  | Sébastien Bourdais  | Chevrolet |
| Target Chip Ganassi Racing             | 09  | Scott Dixon         | Honda     |
| Target Chip Ganassi Racing             | 10  | Dario Franchitti    | Honda     |
| KV Racing Technology                   | 11  | Tony Kanaan         | Chevrolet |
| KV Racing Technology                   | 78  | Simona de Silvestro | Chevrolet |
| A. J. Foyt Enterprises                 | 14  | Takuma Satō         | Honda     |
| Rahal Letterman Lanigan Racing         | 15  | Graham Rahal        | Honda     |
| Rahal Letterman Lanigan Racing         | 16  | James Jakes         | Honda     |
| Dale Coyne Racing                      | 18  | Ana Beatriz         | Honda     |
| Dale Coyne Racing                      | 19  | Justin Wilson       | Honda     |
| Ed Carpenter Racing                    | 20  | Ed Carpenter        | Chevrolet |
| Panther DRR                            | 22  | Oriol Servià        | Chevrolet |
| Schmidt Peterson Motorsports           | 55  | Tristan Vautier     | Honda     |
| Sarah Fisher Hartman Racing            | 67  | Josef Newgarden     | Honda     |
| Schmidt Hamilton Motorsports           | 77  | Simon Pagenaud      | Honda     |
| Novo Nordisk Chip Ganassi Racing       | 83  | Charlie Kimball     | Honda     |
| Bryan Herta Autosport w/Curb-Agajanian | 98  | Alex Tagliani       | Honda     |

Quelle: 

## Klassifikationen

### Qualifying
| Pos. | Fahrer              | Team                                   | Fahrzeug          | Gruppe 1   | Gruppe 2   | Top 12    | FF6       | Start |
| ---- | ------------------- | -------------------------------------- | ----------------- | ---------- | ---------- | --------- | --------- | ----- |
| 01   | Ryan Hunter-Reay    | Andretti Autosport                     | Dallara-Chevrolet | —          | 1:23,0128  | 1:20,6929 | 1:20,4312 | 01    |
| 02   | E. J. Viso          | Team Venezuela/Andretti Autosport/HVM  | Dallara-Chevrolet | 1:20,7911  | —          | 1:20,6034 | 1:20,7380 | 02    |
| 03   | Dario Franchitti    | Target Chip Ganassi Racing             | Dallara-Honda     | 1:20,8156  | —          | 1:20,6482 | 1:20,8922 | 03    |
| 04   | Tony Kanaan         | KV Racing Technology                   | Dallara-Chevrolet | 1:21,0618  | —          | 1:20,4953 | 1:20,9812 | 04    |
| 05   | James Hinchcliffe   | Andretti Autosport                     | Dallara-Chevrolet | —          | 1:21,7536  | 1:20,5293 | 1:20,9893 | 05    |
| 06   | Scott Dixon         | Target Chip Ganassi Racing             | Dallara-Honda     | 1:21,6295  | —          | 1:20,7966 | 1:21,1183 | 06    |
| 07   | Sébastien Bourdais  | Dragon Racing                          | Dallara-Chevrolet | —          | 1:22,8807  | 1:20,8210 | —         | 07    |
| 08   | Simona de Silvestro | KV Racing Technology                   | Dallara-Chevrolet | —          | 1:21,3568  | 1:20,9390 | —         | 08    |
| 09   | Justin Wilson       | Dale Coyne Racing                      | Dallara-Honda     | —          | 1:22,0701  | 1:21,0570 | —         | 09    |
| 10   | Marco Andretti      | Andretti Autosport                     | Dallara-Chevrolet | 1:21,5016  | —          | 1:21,1716 | —         | 10    |
| 11   | J. R. Hildebrand    | Panther Racing                         | Dallara-Chevrolet | —          | 1:21,8400  | 1:21,2961 | —         | 11    |
| 12   | Takuma Satō         | A. J. Foyt Enterprises                 | Dallara-Honda     | 1:21,6136  | —          | 1:21,3618 | —         | 12    |
| 13   | Oriol Servià        | Panther DRR                            | Dallara-Chevrolet | 1:21,7963  | —          | —         | —         | 13    |
| 14   | Ed Carpenter        | Ed Carpenter Racing                    | Dallara-Chevrolet | —          | 1:24,0203  | —         | —         | 14    |
| 15   | Alex Tagliani       | Bryan Herta Autosport w/Curb-Agajanian | Dallara-Honda     | 1:21,8636  | —          | —         | —         | 15    |
| 16   | Ana Beatriz         | Dale Coyne Racing                      | Dallara-Honda     | —          | 1:24,8864  | —         | —         | 16    |
| 17   | Charlie Kimball     | Novo Nordisk Chip Ganassi Racing       | Dallara-Honda     | 1:22,2482  | —          | —         | —         | 17    |
| 18   | Hélio Castroneves   | Team Penske                            | Dallara-Chevrolet | —          | 1:25,1734  | —         | —         | 18    |
| 19   | Graham Rahal        | Rahal Letterman Lanigan Racing         | Dallara-Honda     | 1:22,2998  | —          | —         | —         | 19    |
| 20   | Sebastian Saavedra  | Dragon Racing                          | Dallara-Chevrolet | —          | 4:00,2612  | —         | —         | 20    |
| 21   | Tristan Vautier     | Schmidt Peterson Motorsports           | Dallara-Honda     | 3:20,5417  | —          | —         | —         | 21    |
| 22   | Will Power          | Team Penske                            | Dallara-Chevrolet | —          | 4:05,5886  | —         | —         | 22    |
| 23   | Josef Newgarden     | Sarah Fisher Hartman Racing            | Dallara-Honda     | keine Zeit | —          | —         | —         | 25    |
| 24   | Simon Pagenaud      | Schmidt Hamilton Motorsports           | Dallara-Honda     | —          | 4:23,1097  | —         | —         | 23    |
| 25   | James Jakes         | Rahal Letterman Lanigan Racing         | Dallara-Honda     | —          | keine Zeit | —         | —         | 24    |

Anmerkungen
1. ↑  Josef Newgarden wurde aufgrund eines vorzeitigen Motorenwechsels um 10 Positionen nach hinten versetzt.

Quellen: 

### Rennen
| Pos. | Fahrer              | Team                                   | Fahrzeug          | Runden | Zeit         | Start | Führungsrunden |
| ---- | ------------------- | -------------------------------------- | ----------------- | ------ | ------------ | ----- | -------------- |
| 01   | James Hinchcliffe   | Andretti Autosport                     | Dallara-Chevrolet | 75     | 2:09:34,7383 | 05    | 01             |
| 02   | Takuma Satō         | A. J. Foyt Enterprises                 | Dallara-Honda     | 75     | + 0,3463     | 12    | 22             |
| 03   | Marco Andretti      | Andretti Autosport                     | Dallara-Chevrolet | 75     | + 1,1376     | 10    | 07             |
| 04   | Oriol Servià        | Panther DRR                            | Dallara-Chevrolet | 75     | + 1,1745     | 13    | 0              |
| 05   | Josef Newgarden     | Sarah Fisher Hartman Racing            | Dallara-Honda     | 75     | + 1,6516     | 25    | 0              |
| 06   | E. J. Viso          | Team Venezuela/Andretti Autosport/HVM  | Dallara-Chevrolet | 75     | + 2,8119     | 02    | 0              |
| 07   | Dario Franchitti    | Target Chip Ganassi Racing             | Dallara-Honda     | 75     | + 3,5961     | 03    | 0              |
| 08   | Simona de Silvestro | KV Racing Technology                   | Dallara-Chevrolet | 75     | + 4,2772     | 08    | 0              |
| 09   | Simon Pagenaud      | Schmidt Hamilton Motorsports           | Dallara-Honda     | 75     | + 7,6331     | 23    | 0              |
| 10   | Charlie Kimball     | Novo Nordisk Chip Ganassi Racing       | Dallara-Honda     | 75     | + 9,0265     | 17    | 0              |
| 11   | Ryan Hunter-Reay    | Andretti Autosport                     | Dallara-Chevrolet | 75     | + 9,5135     | 01    | 16             |
| 12   | Alex Tagliani       | Bryan Herta Autosport w/Curb-Agajanian | Dallara-Honda     | 75     | + 10,4393    | 15    | 0              |
| 13   | Hélio Castroneves   | Team Penske                            | Dallara-Chevrolet | 75     | + 11,1234    | 18    | 0              |
| 14   | Sébastien Bourdais  | Dragon Racing                          | Dallara-Chevrolet | 75     | + 13,6406    | 07    | 13             |
| 15   | J. R. Hildebrand    | Panther Racing                         | Dallara-Chevrolet | 75     | + 13,7377    | 11    | 04             |
| 16   | Tristan Vautier     | Schmidt Peterson Motorsports           | Dallara-Honda     | 75     | + 14,3517    | 21    | 0              |
| 17   | James Jakes         | Rahal Letterman Lanigan Racing         | Dallara-Honda     | 75     | + 19,8585    | 24    | 0              |
| 18   | Scott Dixon         | Target Chip Ganassi Racing             | Dallara-Honda     | 75     | + 29,4261    | 06    | 0              |
| 19   | Sebastian Saavedra  | Dragon Racing                          | Dallara-Chevrolet | 75     | + 54,7223    | 20    | 0              |
| 20   | Justin Wilson       | Dale Coyne Racing                      | Dallara-Honda     | 73     | + 2 Runden   | 09    | 0              |
| 21   | Tony Kanaan         | KV Racing Technology                   | Dallara-Chevrolet | 72     | + 3 Runden   | 04    | 12             |
| 22   | Graham Rahal        | Rahal Letterman Lanigan Racing         | Dallara-Honda     | 71     | + 4 Runden   | 19    | 0              |
| 23   | Ed Carpenter        | Ed Carpenter Racing                    | Dallara-Chevrolet | 71     | + 4 Runden   | 14    | 0              |
| 24   | Will Power          | Team Penske                            | Dallara-Chevrolet | 17     | DNF          | 22    | 0              |
| 25   | Ana Beatriz         | Dale Coyne Racing                      | Dallara-Honda     | 06     | DNF          | 16    | 0              |

Quellen: 

#### Führungsabschnitte
| Abschnitt | Runden | Fahrer             |
| --------- | ------ | ------------------ |
| 1         | 1–9    | Ryan Hunter-Reay   |
| 2         | 10–20  | Tony Kanaan        |
| 3         | 21–33  | Sébastien Bourdais |
| 4         | 34–37  | Takuma Satō        |
| 5         | 38–44  | Ryan Hunter-Reay   |
| 6         | 45     | Tony Kanaan        |
| 7         | 46–52  | Marco Andretti     |
| 8         | 53–56  | J. R. Hildebrand   |
| 9         | 57–74  | Takuma Satō        |
| 10        | 75     | James Hinchcliffe  |

Quellen: 

#### Gelbphasen
| Nr. | Dauer | Runden | Grund für Gelbphase |
| --- | ----- | ------ | --- |
| 1   | 7–8   | 2      | Stillstand: Ana Beatriz (#18) in Kurve 10                                                                                                  |
| 2   | 19–22 | 4      | Stillstand: Will Power (#12) auf der Start-Ziel-Geraden                                                                                    |
| 3   | 24–25 | 2      | Kontakt: Graham Rahal (#15) und Ed Carpenter (#20) in Kurve 2                                                                              |
| 4   | 37–38 | 2      | Trümmerteile in Kurve 2 |
| 5   | 40–43 | 4      | Kontakt: Hélio Castroneves (#3), J. R. Hildebrand (#4), Sébastien Bourdais (#7), Simon Pagenaud (#77) und Charlie Kimball (#83) in Kurve 8 |
| 6   | 52–53 | 2      | Stillstand: Tony Kanaan (#11) auf der Start-Ziel-Gerade                                                                                    |
| 7   | 56–58 | 3      | Kontakt: Justin Wilson (#19) in Kurve 5 |

Quellen: 

## Punktestände nach dem Rennen

### Fahrerwertung
Die Punktevergabe wird hier erläutert.
| Pos. | Fahrer              | Punkte |
| ---- | ------------------- | ------ |
| 01.  | Takuma Satō         | 136    |
| 02.  | Marco Andretti      | 123    |
| 03.  | Hélio Castroneves   | 116    |
| 04.  | James Hinchcliffe   | 112    |
| 05.  | Scott Dixon         | 101    |
| 06.  | Ryan Hunter-Reay    | 94     |
| 07.  | Justin Wilson       | 91     |
| 08.  | Oriol Servià        | 89     |
| 09.  | Simona de Silvestro | 86     |

| Pos. | Fahrer           | Punkte |
| ---- | ---------------- | ------ |
| 10.  | Charlie Kimball  | 80     |
| 11.  | E. J. Viso       | 80     |
| 12.  | Simon Pagenaud   | 80     |
| 13.  | Josef Newgarden  | 76     |
| 14.  | Graham Rahal     | 74     |
| 15.  | Dario Franchitti | 70     |
| 16.  | J. R. Hildebrand | 70     |
| 17.  | Tony Kanaan      | 69     |
| 18.  | Will Power       | 68     |

| Pos. | Fahrer             | Punkte |
| ---- | ------------------ | ------ |
| 19.  | Alex Tagliani      | 68     |
| 20.  | Sébastien Bourdais | 65     |
| 21.  | Tristan Vautier    | 56     |
| 22.  | James Jakes        | 53     |
| 23.  | Ed Carpenter       | 43     |
| 24.  | Sebastian Saavedra | 36     |
| 25.  | Ana Beatriz        | 35     |
| 26.  | A. J. Allmendinger | 18     |
| 27.  | Mike Conway        | 5      |